# Odontomyia kashmirensis
Odontomyia kashmirensis är en tvåvingeart som beskrevs av Enrico Adelelmo Brunetti 1920. Odontomyia kashmirensis ingår i släktet Odontomyia och familjen vapenflugor. Inga underarter finns listade i Catalogue of Life.